# Conura pseudofulvovariegata
Conura pseudofulvovariegata är en stekelart som först beskrevs av Becker 1989.  Conura pseudofulvovariegata ingår i släktet Conura och familjen bredlårsteklar. Inga underarter finns listade i Catalogue of Life.